# Kaspáza

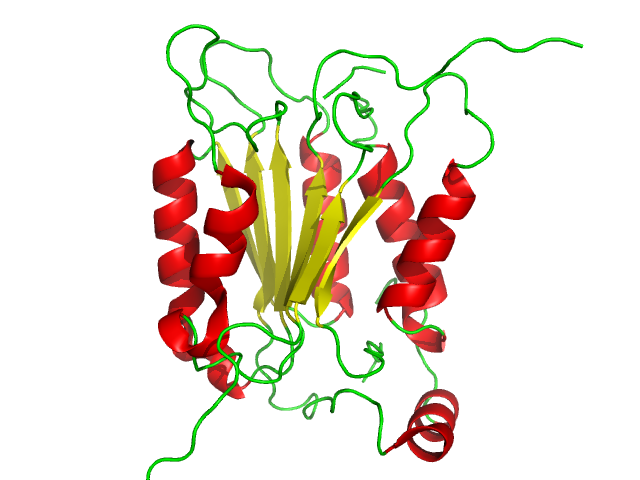
Kaspáza 1 je nejstarší známá kaspáza, identifikovaná v roce 1989

Kaspáza (název pochází z prvních písmen angl. cysteinyl aspartate-specific protease) je skupina cysteinproteáz, účastnících se procesu apoptózy, tedy programované buněčné smrti, dále vzniku zánětu a odumírání tkání (nekróza). U člověka je známo 13 kaspáz, u octomilky sedm a např. u háďátka je udávána jedna kaspáza.

## Klasifikace
Na základě jejich fylogenetické příbuznosti se všechny lidské kaspázy obvykle dělí do tří skupin:
- skupina 1 – kaspázy 1, 4, 5, 12; účastní se procesu zánětu
- skupina 2 – kaspázy 2, 3, 7; účastní se poslední fáze apoptózy, obvykle poté, co jsou aktivovány jinými kaspázami
- skupina 3 – kaspázy 6, 8, 9, 10; účastní se obvykle prvních fází apoptózy. Mají velkou prodoménu (část enzymu, která jej udržuje v neaktivním stavu a která se při jeho aktivaci odštěpí),[2] což naznačuje, že jejich enzymatická funkce je složitá – obvykle bývají aktivovány jinými enzymy než kaspázami, samy pak aktivují jiné kaspázy.[3]

## Struktura
Kaspázy se obvykle skládají z prodomény, malé podjednotky (p10) a velké podjednotky (p20). Enzymaticky jsou však funkční pouze jako dimery, tedy složené ze dvou stejných částí (z nichž každá je tvořena třemi jmenovanými složkami) navázaných dohromady.